# Tahani Rached
Tahani Rached est une réalisatrice québécoise et égyptienne, née au Caire en Égypte le 16 mai 1947.

## Biographie

### Les débuts
Elle naît le 16 mai 1947 au Caire de parents franco-égyptiens,. Elle quitte Le Caire et s'installe à Montréal à 18 ans, en 1966, où elle entre à l'École des beaux-arts. Après deux ans d’études, elle arrête celles-ci pour se tourner vers le travail communautaire et social. Elle découvre d’abord la vidéo grâce à une proposition de collaboration d’une équipe de vidéastes new-yorkais – dont faisait partie Robert Kramer -, puis au début des années 70, elle travaille comme recherchiste pour le cinéma, avant de s’initier à la réalisation avec le documentaire Pour faire changement, produit par le vidéographe.
De 1973 à 1975, elle réalise des bandes vidéographiques pour des organismes de coopération internationale (SUCO, Carrefour International), puis réalise des documentaires pour des syndicats, pour Radio-Canada et pour Radio-Québec. Parmi ses premières réalisations, on remarque Visite d'Agostino Neto, qu'elle coréalise avec Jean-Pierre Masse et qui témoigne de la lutte du Mouvement populaire de libération de l'Angola. C'est toutefois son premier long métrage documentaire, Les Voleurs de job (1980), dans lequel elle aborde la relation au travail des immigrants, qui la fait connaître plus largement.

### L'ONF
En 1981, après avoir participé au film Le Confort et l’Indifférence de Denys Arcand, Rached est embauchée au programme français de l'Office national du film du Canada. Elle y réalise des documentaires pendant 24 ans, souvent avec la collaboration du directeur de la photographie Jacques Leduc. 
Témoignant un intérêt pour ce qui se passe à l'étranger, elle commence par tourner à Beyrouth et en Haïti. Le premier long métrage qu’elle réalise au sein de l'institution, Beyrouth! "À défaut d’être mort", est ainsi voué à la cause palestinienne tandis que les trois films suivants, dans les années 1980, sont consacrés aux Haïtiens : Haïti-Québec s’intéresse à la communauté haïtienne de Montréal ; Bam Pay A! – Rends-moi mon pays! et Haïti, Nous là! Nou La! portent sur la vie politique haïtienne au lendemain de la chute du régime Duvalier. 
Le film Quatre femmes d’Égypte (en) (1997), le plus ancien projet de la cinéaste, est réalisé au Caire. Il relate l'histoire de quatre femmes aux croyances, classes sociales et convictions politiques différentes, qui partagent le fait d’avoir été arrêtées et incarcérées par le pouvoir et se lient d'amitié en prison .

### L’Égypte
Trouvant un producteur en Égypte, Tahani Rached retourne dans son pays natal en 2006, deux ans après avoir quitté l’Office national du film du Canada à la suite d’une restructuration. Engagée politiquement et socialement, elle y réalise alors trois films, dont Ces filles-là, documentaire sélectionné par le Festival de Cannes en 2006, dans lequel elle suit un groupe de jeunes filles vivant dans les rues du Caire parfois au péril de leur vie. Elle poursuit avec des films engagés qui parlent de société, d’histoire et de politique égyptienne. En 2009 elle réalise Voisins, un documentaire portant sur le destin d’un quartier résidentiel du Caire, Garden City, lieu de clivage entre bourgeoisie et prolétariat. Le documentaire donne un aperçu de l’Égypte contemporaine et porte une réflexion sur le colonialisme, le népotisme, et le régime nassérien. Son dernier film, De longue haleine (2012), se consacre à la révolution égyptienne telle qu’elle est vécue par une famille locale, durant les six mois qui suivent le jugement du président déchu Hosni Moubarak.

## Filmographie
- 1972 : Pour faire changement
- 1974 : Visite d'Agostino Neto (coréalisé par Jean-Pierre Masse), 30 min
- 1975 : C’est pas un cadeau
- 1976 : Leur crise, on la paye pas
- 1979 : Les Frères ennemis
- 1980 : Les Voleurs de jobs, 65 min
- 1982 : La Phonie furieuse, 10 min
- 1983 : Beyrouth! « À défaut d'être mort », 57 min
- 1985 : Haïti (Québec), 59 min
- 1986 : Bam Pay A! - Rends-mois mon pays!, 51 min
- 1987 : Haïti, Nous là! Nou là!, 28 min
- 1990 : Au Chic resto pop, 84 min
- 1993 : Médecins de cœur, 112 min
- 1997 : Quatre femmes d’Égypte, 89 min
- 1999 : Urgence ! Deuxième souffle, 52 min
- 2001 : À travers chants, 77 min
- 2004 : Soraida, une femme de Palestine, 119 min
- 2006 : Ces filles-là (El-Banate Dol), présenté en sélection officielle hors compétition au Festival de Cannes en 2006[11]
- 2009 : Voisins (Giran), 105 min[12]
- 2012 : De longue haleine

## Récompenses
- 1994 : Médecins du cœur reçoit le prix OCS Cinéma de l'Office des communications sociales[14],[15]
- 2004 : Soraida, une femme de Palestine reçoit une mention spéciale au festival Journées Cinématographiques de Carthage en Tunisie
- 2006 : Ces filles-là reçoit le prix spécial du Jury au festival Journées Cinématographiques de Carthage en Tunisie[16]
- 2006 : Ces filles-là reçoit le prix Ulysse au Festival du cinéma méditerranéen Montpellier[17]
- 2010 : Voisins (Giran) reçoit le prix du Meilleur Long Documentaire au Festival National pour le Cinéma Égyptien[18]
- 2010 : Voisins (Giran) reçoit le prix TV5 Monde au Festival international du cinéma méditerranéen de Tétouan au Maroc[19]
- 2023 : Tahani Rached reçoit le prix Albert-Tessier, décerné par le gouvernement du Québec pour la contribution remarquable d'un(e) au domaine du cinéma au Québec[20].